# Heleodromia pectinulata
Heleodromia pectinulata är en tvåvingeart som först beskrevs av Gabriel Strobl 1898.  Heleodromia pectinulata ingår i släktet Heleodromia och familjen Brachystomatidae. Inga underarter finns listade i Catalogue of Life.